# Tautologie
În retorică și în lingvistică, tautologia (< fr  tautologie, la  tautologia, cf. el  tauto „același” + logos „cuvânt”, „vorbire”), conform uneia din definițiile sale, este repetarea unui cuvânt în aceeași propoziție sau în altă propoziție a aceleiași fraze, de exemplu „Crima nu e politică... Crima e crimă.” (Liviu Rebreanu). După unii autori, tautologia se întâlnește nu numai ca repetarea unui cuvânt drept aceeași parte de vorbire, ci și a unui radical cu morfeme care formează cuvinte părți de vorbire diferite. Două asemenea cuvinte formează o construcție numită figură etimologică.
Tautologia este greșeală de limbă care constă în repetarea inutilă a aceleiași idei formulată cu alte cuvinte. Pe de altă parte, tautologia este un fenomen sintactic care constă din repetarea unor cuvinte cu același sens dar cu funcțiuni diferite, marcate de obicei prin deosebire de intonație sau de formă și care exprimând identitatea celor doi termeni are rolul de a sublinia o calitate sau o acțiune.
Noțiunea de tautologie este înrudită cu cea de pleonasm. Au în comun exprimarea repetată a aceluiași denotat, și unii autori le tratează ca sinonime. De exemplu, după Grevisse și Goosse, pleonasmul „este numit și tautologie într-un sens apropiat”. Constantinescu-Dobridor 1998 vede în tautologii „un fel de pleonasme acceptate”. Alții însă, precum Dragomirescu 1995, consideră că tautologia nu trebuie confundată cu pleonasmul, care este, în opinia lor, nu repetarea unui cuvânt, ci adăugarea unui sinonim al unui cuvânt, a unui cuvânt având sensul inclus în altul, sau a unei perifraze a altuia, ex. „Zugrăvește din nou iarăși pânzele posomorâte”, „Cobori în jos, luceafăr blând, / Alunecând pe-o rază” (Mihai Eminescu).
Autori care tratează separat tautologia și pleonasmul, includ totuși cazuri de repetare a unui cuvânt sau a unui radical printre pleonasme.
În acest articol, tautologia este tratată conform definiției de la început. Ea poate fi privită din mai multe puncte de vedere: logic, pragmatic, stilistic și gramatical.

## Tautologia ca greșeală, ca procedeu expresiv și ca fenomen neutru stilistic
Tautologia este un viciu de exprimare într-o definiție științifică, deci aceasta nu poate avea structura x este x, adică să fie circulară, repetându-se în ea termenul de definit.
Tautologia este frecventă în folosirea curentă a limbii, inclusiv cea cu structura x este x, și este acceptată de lingvistica normativă și de stilistică. Ea poate exprima valori pragmatice și stilistice, la care contribuie și diferența de intonație dintre ocurențele cuvântului. Acesta poate fi:
- substantiv:
  - sublinierea însușirii unui denotat: Legea e lege – caracterul obligatoriu al legii[3];
  - diferențierea a două categorii ale unui denotat: Există oameni și oameni[3];
  - diferențierea a două denotate: Jocul e joc, norocul e noroc[2];
  - egalitatea a două denotate rezultată dintr-o calitate comună: „Eu ți-s frate, tu mi-ești frate, / În noi doi un suflet bate” (Vasile Alecsandri)[10];
  - superlativul însușirii unui denotat: tâlharul tâlharilor[1];
- adjectiv:
  - recunoașterea unei calități: „De glumeț, glumeț era moș Nichifor” (Ion Creangă)[3];
  - insuficiența unei calități dacă lipsește altă calitate: De frumoasă, e frumoasă, dar nu știe să lucreze[3];
- pronume:
  - scoaterea în evidență a unei persoane gramaticale: fr  Nous, nous n'oserions pas faire cela „Noi n-am îndrăzni să facem aceasta”[11];
- verb:
  - intensitatea acțiunii: La munte, când plouă, plouă[2];
  - deprecierea acțiunii: Vorbește și el ca să vorbească[3];
  - opunerea a două denotate prin același verb, al doilea fiind negat: O fi știind cineva, dar eu nu știu[3];
  - insuficiența unei acțiuni dacă nu este îndeplinită altă acțiune: De înțeles, înțeleg, dar nu vorbesc bine[12].

Unele tautologii sunt neutre din punct de vedere stilistic. Exemple:
ro  a scrie o scrisoare;
en  to give a gift „a da un dar”;;
hu  éneket énekel „cântă un cântec”.

## Tautologia din punct de vedere gramatical
În unele cazuri, ocurențele cuvântului repetat au, în aceeași propoziție, funcții sintactice diferite, în altele – aceeași funcție, :
- termen regent – atribut substantival exprimând posesorul: frumoasa frumoaselor[1];
- subiect – nume predicativ: Copilu-i tot copil[3];
- complement direct – complement direct: Am întâlnit oameni și oameni[3].
- complement circumstanțial de relație – predicat verbal: „De băut, bei mereu sau numai așa, la sărbători?” (Radu Tudoran)[3];
- complement circumstanțial de relație – nume predicativ: De ieftin, e ieftin[3].

Când este vorba de părți de vorbire diferite cu același radical, unul din cuvinte este totdeauna subordonat celuilalt:
- predicat verbal – complement direct: și-a trăit traiul[13];
- predicat verbal – complement circumstanțial de cauză: „... tot de-o moarte are să moară” (Ion Creangă)[16]

În fraze, una din ocurențe poate fi într-o propoziție subordonată:
- subiectivă: Ce-i frumos e frumos[2];
- predicativă: Toate au fost cum au fost[2];
- completivă directă: Știu eu ce știu[2];
- temporală: Când merge, merge[3];
- finală: Vorbește și el ca să vorbească[3].

Uneori apar tautologii în mai multe propoziții ale aceleiași fraze: Jocul e joc, norocul e noroc.

## Tautologii cu aceeași structură în mai multe limbi
Un asemenea exemplu este tautologia cu structura x este x:
ro  „[...] Crima e crimă”;
fr  Un sou est un sou, et qui l'épargne gagne literal „Un ban e un ban și cine îl economisește câștigă”;
en  Boys will be boys „Băieții tot băieți o să fie”;
hu  A szabály az szabály „Regula e regulă”;
ru  Долг – это долг (Dolg – eto dolg) „Datoria e datorie”.
Cu structura obiect posedat la singular + posesor la plural, există în mai multe limbi exemple și din punctul de vedere al conținutului:
he  שיר השירים (Șir hașirim);
ro  Cântarea Cântărilor;
la  Canticum Canticorum;
fr  Cantique des Cantiques;
en  Song of Songs;
hu  Énekek éneke;
ru  Песнь песней (Pesn' pesn'ei).